# Habib Subah
Habib Sabah Habib Humood (Habib Subah, arab. ‏حبيب صباح‎, ur. 14 grudnia 1982) — bahrajński snookerzysta z Madinat Isa, który grał World Snooker Tour w sezonie 2005/06. Jako amator co najmniej cztery razy zdobył mistrzostwo Bahrajnu w snookerze.

## Kariera
Ojciec Subaha również grał w snookera i nauczył go gry, gdy miał jedenaście lub dwanaście lat. Zaczął grać w reprezentacji kraju już w 1998 roku. Od 2002 roku Subah regularnie brał udział w międzynarodowych mistrzostwach. Dotarł przynajmniej do finałowej rundy każdego turnieju. W 2004 roku odniósł dwa znaczące sukcesy, występując w dwóch półfinałach na Mistrzostwach Świata Amatorów i Mistrzostwach Azji. Na poziomie regionalnym zdobył także medale w GCC Gulf Cup w latach 2003 i 2004. W tym momencie pobierał lekcje od pakistańskiego gracza Saleha Mohammadiego. Zdobył także mistrzostwo Bahrajnu w snookerze w 2003 i 2004. Dzięki dzikiej karcie wziął udział w tym samym czasie w Challenge Tour 2003/04, ale nie udało mu się tam osiągnąć dobrych wyników. W 2005 roku otrzymał dziką kartę na profesjonalny turniej China Open 2005, gdzie na starcie pokonał angielskiego zawodowego gracza Jimmy'ego Michie. W 1/16 finału przegrał 5:0 z Anglikiem Stephenem Lee.
Latem 2005 roku World Professional Billiards and Snooker Association przyznało Subahowi dziką kartę na cały sezon World Snooker Tour 2005/06 na podstawie wejścia do półfinału Mistrzostw Świata Amatorów 2004 i 1/8 finału China Open. W tamtym czasie Subah był uważany za czołowego gracza swojego kraju. W następnym sezonie Subah został zawodowym graczem, będąc pierwszym zawodnikiem z Bahrajnu, który tego dokonał. Jednak przegrał wszystkie sześć pierwszych meczów.  Na koniec sezonu zajmował 91. miejsce w światowych rankingach snookerowych i stracił miejsce w Tourze.
Następnie ponownie regularnie brał udział w mistrzostwach międzynarodowych. Niemal co roku startował na Mistrzostwach Azji i Mistrzostwach świata amatorów. Jego najlepsze wyniki w ciągu następnej dekady to dwa występy ćwierćfinałowe na Mistrzostwach Azji w 2006 i 2010 roku oraz kilka występów w najlepszych szesnastkach, w tym na Mistrzostwach świata amatorów w 2009. Odbyło się także kilka międzynarodowych mistrzostw w Six Red Snooker i Azjatyckie Igrzyska Halowe w 2007 roku, gdzie dotarł do 1/8 finału w grze pojedynczej w snookera.  Wcześniej brał także udział w Igrzyskach Azjatyckich w 2006 roku, ale odpadł na początku w grze pojedynczej, a w grze podwójnej dotarł do ćwierćfinału. Regularnie i czasami z sukcesem brał także udział w regionalnych mistrzostwach stowarzyszeń snookerowych krajów Rady Współpracy Zatoki Perskiej.  Dalsze sukcesy osiągał na porównywalnych mistrzostwach regionalnych.  W 2015 roku zdobył także swój trzeci możliwy do sprawdzenia tytuł mistrza Bahrajnu, w 2018 roku był także mistrzem Bahrajnu.  Również w tym czasie był uważany za czołowego gracza Bahrajnu  także za jednego z czołowych graczy Półwyspu Arabskiego. Jednocześnie okazjonalnie brał udział w turniejach zawodowych jako amator; Otrzymał między innymi dziką kartę na Bahrain Championship 2008 i World Open 2010 oraz został zaproszony na kilka profesjonalnych turniejów w snookerze na sześciu czerwonych. Nie udało mu się jednak osiągnąć tam żadnych znaczących sukcesów. W 2012 roku ponownie próbował zakwalifikować się do profesjonalnego tournée poprzez Q School, ale również mu się to nie udało. 
Pod koniec 2010 roku Subah w dużej mierze skupił się na międzynarodowych turniejach w Six Red Snooker, docierając do ćwierćfinału Amatorskich Mistrzostw Świata Six Red w 2018 roku.  Po pandemii COVID-19 powrócił w 2022 roku z dwoma występami ćwierćfinałowymi na przełożonych Mistrzostwach Świata Amatorów w 2021 roku i Mistrzostwach Azji. Wkrótce potem reprezentował Bahrajn w zawodach snookera na World Games 2022, ale przegrał mecz otwarcia. Zaledwie kilka miesięcy później po raz pierwszy w karierze dotarł do finału Pucharu Świata Six Red, w którym przegrał z Hindusem Shrikrishną Suryanarayanan. Po wczesnych porażkach na Mistrzostwach Świata Amatorów 2022 i Mistrzostwach Azji 2023  bezskutecznie próbował ponownie zakwalifikować się do profesjonalnego tournée w Asia-Oceania Q School. W pierwszym turnieju przegrał wcześnie z Ishpreetem Singh Chadhą, a w drugim z Cheung Ka Wai.  Na Mistrzostwach Świata Amatorów IBSF w listopadzie 2023 odpadł z turnieju mężczyzn w 1/8 finału przeciwko Łotyszowi Rodionsowi Judinsowi a w wariancie Six-Red przegrał w ćwierćfinale z Ahsanem Ramzanem. Następnie po raz pierwszy wziął udział w turnieju seniorów i zdobył swój pierwszy tytuł mistrza świata, pokonując m.in. Ahmeda Saifa, Kamala Chawlę i Mohameda Shehaba. Zaledwie kilka dni później on i Hesham Alsaqer odnieśli sukces także w seniorskiej edycji Drużynowych mistrzostw świata.

## Osiągnięcia (wybór)

### Indywidualne
| Rezultat            | Rok  | Turniej                                              | Przeciwnik                 | Wynik    |
| ------------------- | ---- | ---------------------------------------------------- | -------------------------- | -------- |
| Turnieje amatorskie |      |                                                      |                            |          |
| zwycięzca           | 2003 | Mistrzostwa Bahrajnu w snookerze                     | nieznany                   | nieznany |
| zwycięzca           | 2004 | Mistrzostwa Bahrajnu w snookerze                     | Hussain Jamsheer           | nieznany |
| zwycięzca           | 2015 | Mistrzostwa Bahrajnu w snookerze                     | Ahmed Janahi               | 5:3      |
| zwycięzca           | 2018 | Mistrzostwa Bahrajnu w snookerze                     | nieznany                   | nieznany |
| Finalista           | 2022 | Mistrzostwa świata w snookerze na sześciu czerwonych | Shrikrishna Suryanarayanan | 1:5      |
| zwycięzca           | 2023 | Mistrzostwa świata seniorów w snookerze IBSF         | Mohamed Szehab             | 5:4      |

### Drużynowe
| Rezultat  | Rok  | Turniej                                     | Partner        | Przeciwnicy                    | Wynik |
| --------- | ---- | ------------------------------------------- | -------------- | ------------------------------ | ----- |
| zwycięzca | 2023 | Drużynowe mistrzostwa świata IBSF – Masters | Hesham Alsaqer | Pascal Tollenaere Peter Bullen | 4:3   |